# Waynea giraltiae
Waynea giraltiae är en lavart som beskrevs av van den Boom. Waynea giraltiae ingår i släktet Waynea och familjen Ramalinaceae.   Inga underarter finns listade i Catalogue of Life.